# Kum (1972.)
Kum (eng. The Godfather) je kriminalistička drama Francisa Forda Coppole temeljena na istoimenom romanu Maria Puza. U glavnim ulogama pojavljuju se Marlon Brando, Al Pacino, Robert Duvall, Diane Keaton i James Caan. Radnja filma proteže se na deset godina od kraja 1945. do 1955. te predstavlja kronologiju mafijaške obitelji Corleone.
Američki filmski institut prvo je proglasio Kuma trećim najvećim filmom u povijesti američke kinematografije (iza Građanina Kanea i Casablance). Poslije je Kum prešao na drugo mjesto iza Građanina Kanea, dok se Casablanca spustila na treće mjesto. Film je pozicioniran na prvom mjestu u izboru najboljih filmova svih vremena filmskih portala IMDb, Metacritic i Rotten Tomatoes.
Snimljena su i dva nastavka, Kum II 1974. i Kum III 1990.

## Radnja
Film počinje na vjenčanju kćeri don Vita Corleonea, Connie za Carla Rizzija u New Yorku u kasno ljeto 1945. Kako "nijedan Sicilijanac ne može odbiti uslugu na dan vjenčanja svoje kćeri", Corleone, poznat među svojim prijateljima i suradnicima kao "Kum", i Tom Hagen (consigliere obitelji Corleone) su zauzeti saslušavanjem zahtjeva prijatelja i suradnika. U međuvremenu, Donov najmlađi sin Michael, koji se vratio iz Drugog svjetskog rata kao odlikovani junak, priča svojoj djevojci Kay Adams anegdote o kriminalnom životu svog oca, uvjeravajući je da on nije kao njegova obitelj.
Među gostima na svečanosti je slavni pjevač Johnny Fontaine, Corleonovo kumče, koji je došao iz Hollywooda da zamoli Kuma da mu pomogne dobiti ulogu koja će mu revitalizirati karijeru. Jack Woltz, šef studija, ne da Fontaineu ulogu, ali Don Corleone kaže Johnnyju: "Dat ću mu ponudu koju neće moći odbiti." Hagen je poslan u Kaliforniju kako bi riješio problem, ali mu Woltz ljutito odvrati kako neće dati Fontaineu ulogu, koja je savršena za njega, jer je Fontaine "uništio" starletu koju je Woltz favorizirao. Sljedećeg jutra, Woltz se budi i u krevetu pronalazi krvavu odsječenu glavu svoga trofejnog konja.
Po Hagenovu povratku, obitelj se sastaje s dilerom heroina Virgilom Sollozzom Turčinom, koji je utjecajan u protivničkoj obitelji Tattaglia. Sollozzo zamoli Don Corleonea za političku zaštitu i financiranje kako bi se počeo masovni uvoz i distribucija heroina, ali unatoč velikoj količini novca koji bi se zaradio, Corleone odbija. Donov najstariji sin, nagli Sonny, upada u razgovor i neizravno izrazi interes za posao. Njegov otac, ljut zbog Sonnyjeve nesuglasice pred čovjekom koji nije član obitelji, kasnije ga nasamo ukori.
Ubrzo nakon odbijanja Don Corleonea, on biva pogođen nekoliko puta pred trgovinom. Javnost ne zna je li preživio. Sollozzo i njegovi ljudi zatim ubijaju Lucu Brasija i otimaju Hagena. Sollozzo nagovara Hagena da ponudi Sonnyju dogovor koji je prethodno ponuđen njegovom ocu, ali Sonny odbija i razmisliti o poslu, rekavši kako će zaratiti s obitelji Tattaglia i Sollozzom.
Michael, kojeg druge mafijaške obitelji smatraju "civilom" (nije umiješan u mafijaški posao) pa zato može živjeti normalnim životom, posjećuje oca u bolnici. Odmah postaje sumnjičav nakon što je primijetio da nema policajaca da čuvaju Dona. Shvativši da mu je ocu opet namješteno, naziva Sonnyja, a nakon toga premješta oca u drugu sobu. Nakon toga odlazi vani kako bi pazio na vrata. Uz pomoć iznenađenog Enza (pekara), odbija Sollozzove ljude. Dolazi policija s korumpiranim kapetanom McCluskyjem, koji udari Michaela u čeljust. Pojavljuje se Hagen s "privatnim detektivima" ovlaštenim da nose oružje kako bi zaštitili Don Corleonea.
Nakon pokušaja ubojstva svog oca u bolnici, Michael se dobrovoljno javlja da ubije Sollozza i kapetana McCluskeyja, koji glumi Sollozzova tjelohranitelja. Sonny i ostali iskusniji članovi obitelji se nasmiju na Michaelovu navodnu naivnost, a Sonny ga prekori da ne reagira preosobno i emocionalno. Međutim, Michael ih uvjerava da je ubijanje Sollozza i McCluskeyja u interesu obitelji ("Nije to osobno, Sonny. To je samo posao.") te da on, kao "civil", neće izazvati puno sumnje kod Sollozza.
Sastanak između Michaela i Sollozza, uz prisutnost McCluskeyja, dogovoren je u restoranu, navodno da se dogovori mir. Michael odlazi u zahod, uzima skriveni pištolj i ubija Sollozza i McCluskeyja, obojicu hicima u glavu. Kako bi izbjegao uhićenje za ubojstva, Michael je poslan na Siciliju dok se obitelj Corleone priprema za sveopći rat s Pet obitelji, koje se ujedinjuju protiv Corleoneovih, kao i za stezanje obruča od strane policije i vlasti.
Na Siciliji, Michael živi pod zaštitom Don Tomasina, starog prijatelja obitelji. Zaljubljuje se i oženi s lokalnom djevojkom, Apolloniom, koja je ubijena tijekom pokušaja ubojstva Michaela.
U međuvremenu, u New Yorku, Don Corleone se vraća kući iz bolnice te je izvan sebe nakon što je čuo da je Michael bio taj koji je ubio Sollozza i McCluskeyja. Nekoliko mjeseci poslije, 1948., Sonny prebije Carla jer je tukao Connie. Nakon što ju je Carlo još jednom pretukao, Sonny odlazi sam kako bi ga pronašao i ubio. Na putu, upada u zasjedu na naplatnim kućicama gdje ga izrešetaju do smrti.
Umjesto traženja osvete za Sonnyjevo ubojstvo, Don Corleone se sastaje sa šefovima Pet obitelji kako bi prekinuli rat. Ne samo da im rat uzima materijani i ljudski danak, nego je prekid sukoba jedini način da se Michael može sigurno vratiti kući. Promijenivši svoju prethodnu odluku, Vito se dogovara da će obitelj Corleone pružiti političku zaštitu za prodaju heroina Phillipu Tattagliji. Na sastanku, Don Corleone shvaća da je Don Barzini, a ne Tattaglia, odgovoran za mafijaški rat.
Kako mu je sigurnost osigurana, Michael se vraća sa Sicilije. Nakon više od godinu dana, vraća se svojoj bivšoj djevojci, Kay, rekavši kako je želi oženiti. Kako je Don poluumirovljen, Sonny mrtav, a srednji brat Fredo se smatra nesposobnim da vodi obiteljski posao, Michael postaje šef i kaže kako će obiteljski posao ubrzo biti u potpunosti zakonit.
Clemenza i Tessio, dva caporegimea (kapetana) obitelji Corleone, prigovore da ih obitelj Barzini omalovažava te zatraže dopuštenje da uzvrate, ali Michael odbija. S ocem kao consigliereom, planira obiteljski posao preseliti u Nevadu i nakon toga, Clemenza i Tessio mogu osnovati vlastite obitelji. Michael obećava da će Connien muž, Carlo, biti njegova desna ruka u Nevadi, dok će Hagen biti odvjetnik obitelji u Las Vegasu.
U Las Vegasu, Michaela pozdravlja Fredo, u hotelu-casinu u kojem Corleoneovi imaju udio, a vodi ga Moe Green. Michael kaže Johnnyju Fontaineu da će obitelj trebati njegovu pomoć u nagovaranju Johnnyjevih prijatelja u show-biznisu da potpišu dugotrajne ugovore za nastupe u casinima. Na sastanku s Moeom Greeneom, Michael ponudi da otkupi njegov udio, ali ovaj bezobrazno odbije. Greene vjeruje kako su Corleoneovi slabi te da može postići bolji dogovor s Barzinijem.
Michael se vraća kući. Na privatnom sastanku, Vito mu priopćava da će neprijatelji obitelji pokušati ubiti Michaela koristeći povjerljivog suradnika da dogovore sastanak kao izgovor za ubojstvo. Ubrzo nakon toga, don Vito umire od srčanog udara dok se igrao s malim unukom u svojem vrtu s rajčicama.
Tijekom sprovoda, Tessio prenosi Michaelu ponudu za sastanak s Barzinijem, što ga označava kao izdajnika kojeg je Vito očekivao. Michael dogovara ubojstva Moea Greenea, Phillipa Tattaglie, Emilija Barzinija, Anthonyja Straccija i Carminea Cuneoa, što se odvija za vrijeme krštenja Conniena i Carlova drugog sina, kojem je Michael kum. Nakon krštenja, Tessio vjeruje da će on i Michael na sastanak s Barzinijem. Umjesto toga, odvode ga Willie Cicci i drugi plaćenici kako bi ga ubili. Michael se suprotstavlja Carlu u vezi Sonnyjeva ubojstva te ga prevari da prizna da je on namjestio zasjedu. "Danas", kaže Michael, "ću srediti obiteljske poslove." Michael kaže Carlu kako je njegova kazna ta da neće imati veze s obiteljskim poslom te mu daje avionsku kartu za Nevadu. Carlo ulazi u auto kako bi otišao na aerodrom, ali ga ubija Clemenza.
Kasnije, Connie se suprotstavlja Michaelu, optužujući ga za Carlovo ubojstvo. Kay upita Michaela u vezi optužbi, ali on odbija odgovoriti. Ona inzistira, a Michael slaže, rekavši joj kako nije imao nikakve veze s Carlovom smrću. Kay lakne nakon njegova demantija. Kako film završava, ona gleda kako Clemenza i novi caporegime Rocco Lampone odaju počast Michaelu, ljubeći mu ruku i oslovljavajući ga "Don Corleone". Novi capo Al Neri zatvara vrata, a Kay shvaća da je Michael postao novi Kum.

## Razlike u odnosu na roman
Jedan od glavnih dijelova Puzova romana koji nije iskorišten za film bila je flashback priča o ranom životu Don Corleonea, uključujući njegov dolazak u Ameriku, brak i očinstvo, ubojstvo Don Fanuccija i njegov uzlet u mafijaškoj hijerarhiji, sve ono što je iskorišteno u Kumu II.
Mnogi sporedni dijelovi radnje romana nisu dobili svoje mjesto na velikom platnu uključujući: nevolje pjevača Johnnyja Fontainea sa ženama; Sonnyjevu ljubavnicu Lucy Mancini koja se nalazi u ljubavnoj vezi s dr. Julesom Segalom (koji se uopće ne pojavljuje u filmu, a koji je zaposlen u Las Vegasu jer je tamo sklonjen zbog optužbi o obavljanja ilegalnih pobačaja, ali tim se poslom i dalje bavi), a koji pomaže Lucy da kirurški korigira vaginu; rješavanje komplikacija nastalih zbog lošeg saniranja Michaelove kosti lica (koje je oštetio kapetan McCluskey); operaciju glasnica Johnnyja Fontainea koji je operirao izrasline na glasnicama, što mu je popravilo glas; pedofiliju Jacka Woltza; kućni život Kay Adams; demonsku prošlost Luce Brasija; dovitljivi plan don Vita Corleonea o Michaelovu odlasku na Siciliju kao i plan o preuzimanju krivnje za Michaela Corleonea zbog ubojstva Sollozze i McCluskyog od strane jednog člana obitelji Bocchicchio, koji je ionako osuđen na električnu stolicu zbog ubojstva, a što je prethodilo Michaelovom povratku iz Sicilije u SAD; detaljni napad na dvojicu muškaraca koji su napali Bonaserinu kćer, kojeg je predvodio Paulie Gatto, a kojeg se samo spominje u filmu; prelazak Key Adams s protestantizma na rimokatoličku vjeru i njenu pobožnost; samostalne filmske projekte Johnnyja Fontainea i njegovu suradnju s prijateljem Ninom Valentijem; informacije o ponašanju Freda Corleonea prema plesačicama; objašnjenje postupka podmićivanja policajaca, kao i povijesne razloge nastajanja Mafije.
Slučajno, u romanu se daje do znanja kako Lucy nije ostala trudna sa Sonnyjem kad se preselila u Las Vegas, pa je tako bez smisla priča o Vincentu Manciniju u Kumu III. Začudo, Puzo je pisao scenarije za sva tri filma, pa mu je kontradikcija morala biti poznata.
Likovi s manjim ulogama u filmu nego u romanu su Johnny Fontane, Lucy Mancini, Rocco Lampone i Albert Al Neri (potonja dva nisu ni progovorili u filmu). Likovi koji se nisu ni pojavili u filmskoj adaptaciji su dr. Segal, Genco Abbandando i dr. Taza sa Sicilije. Osim toga, u knjizi, Michael i Kay imaju dva sina, ali u filmovima imaju sina i kćer.
Roman se dotiče i sudbina Michaelovih tjelohranitelja na Siciliji, Fabrizzija i Caloa. U filmu oba preživljavaju (Calo se čak pojavljuje u trećem nastavku). U knjizi, Calo umire s Apolloniom u eksploziji automobila, dok je Fabrizzio ubijen kao još jedna žrtva u slavnoj "sceni krštenja" nakon što je otkriven kako vodi pizzeriju u Buffalu, na sjeveru države New York.
Kraj knjige razlikuje se od kraja filma: dok u filmu Kay shvaća da je Michael postao "kao njegova obitelj", u knjizi joj Tom Hagen otkriva tajne za koje, prema njemu, bi bio ubijen da Michael sazna. Tijekom filmske scene krštenja, šefovi mafijaških obitelji bivaju ubijeni. U romanu su ubijeni samo Barzini i Tattaglia, koji su prije toga bili u ratu s Corleoneovima. Tada su ubijeni i neki drugi, niže rangirani, članovi mafijaških obitelji, a što u filmu nije prikazano.
Zanimljivo je da se na samom početku romana, među ljudima koji traže pomoć od don Vita Corleonea, nalazi i Anthony Coppola, prezimenjak redatelja Francisa Forda Coppole, koji moli don Corleonea neka posudi 500 $ za otvoriti pizzeriju. Taje se prizor ne pojavljuje na filmu. A zadnje riječi don Vita Corleonea, koji umire u nasadima rajčica, jesu: Život je tako lijep.

## Produkcija

### Coppola i Paramount
Francis Ford Coppola nije bio prvi izbor za režiju, koja je prije toga bila ponuđena bar dvojici redatelja. Posao je ponuđen talijanskom redatelju Sergiu Leoneu, ali je on odbio rekavši kako nije zainteresiran. (Poslije je režirao vlastitu mafijašku sagu, Bilo jednom u Americi, koja se fokusirala na židovsko-američke gangstere). Do tada, Coppola je režirao osam filmova, od kojih je najpoznatiji bila filmska verzija mjuzikla Finianova duga - iako je osvojio Oscara za scenarij filma Patton 1970. Coppola je bio dužan Warner Brosu. 400 tisuća dolara zbog prekoračenja budžeta filma Georgea Lucasa, THX-1138, koji je Coppola producirao, a Kuma je prihvatio na Lucasov savjet.
Vladalo je veliko neslaganje između Coppole i studija, Paramount Pictures, a Coppola je nekoliko puta umalo bio zamijenjen. Paramount je smatrao kako Coppola ne radi po rasporedu, da je napravio nekoliko grešaka s castingom i produkcijom te da je inzistirao na nepotrebnim troškovima. Coppola kaže, na DVD komentaru, da je bio pod pritiskom jer je znao da zamjenski redatelj čeka u sjeni i da će ga zamijeniti istog trenutka kad ga otpuste, ali unatoč tome, uspio je obraniti svoje odluke i izbjeći otkaz.

### Casting
Coppolin izbor glumaca nije bio u skladu sa željama šefova Paramounta, posebno Marlon Brando kao don Vito Corleone (koji je osvojio Oscara za najboljeg glumca). Paramount, koji je htio Laurencea Oliviera (koji je bio nedostupan zbog zdravstvenih problema), prvo je zabranio Coppoli da angažira Branda, navodeći njegovo problematično ponašanje na setovima njegovih prethodnih filmova. U jednom trenutku, Coppoli je tadašnji predsjednik Paramounta rekao da se "Marlon Brando nikad neće pojaviti u ovom filmu". Nakon zauzimanja kod šefova studija, Coppoli je dopušteno da angažira Branda pod uvjetima da mu plaća bude manja nego na njegovim prethodnim filmovima, da se pojavi na probnom snimanju te da se obveže kako neće prouzročiti odgodu u produkciji (kao što je to radio na prethodnim produkcijama). Coppola je izabrao Branda umjesto Ernesta Borgninea jer ga je ovaj oduševio na probnim snimanjima. Brando je poslije osvojio Oscara za svoju izvedbu.
Studio je htio Roberta Redforda ili Ryana O'Neala da ulogu Michaela Corleonea, ali Coppola je htio anonimca koji izgleda kao talijanski Amerikanac, Al Pacina. Pacino u to vrijeme nije bio poznat, a studio ga nije htio zbog njegove visine. Pacinu je uloga dodijeljena nakon što je Coppola zaprijetio da će napustiti produkciju. Za ulogu su još konkurirali Jack Nicholson, Dustin Hoffman, Warren Beatty, Martin Sheen  i James Caan.
Prije nego što je izabran Robert Duvall, za ulogu Toma Hagena su bili razmatrani Bruce Dern, Paul Newman i Steve McQueen.
Tada nepoznati Robert De Niro se prijavio za uloge Michaela, Sonnyja, Carla i Paulieja Gatta. Izabran je za ulogu Paulieja, ali Coppola je sredio "razmjenu" s filmom The Gang That Couldn't Shoot Straight kako bi dobio Al Pacina.
Sylvester Stallone se prijavio za uloge Carla Rizzija i Paulieja Gatta, Anthony Perkins za Sonnyja, a Mia Farrow za Kay. William Devane bio je jedan od kandidata za ulogu Moea Greenea.
Sofia Coppola, tada novorođenče, nastupila je kao novorođeni sin Connie i Carla, Michael Francis Rizzi, u sceni krštenja na kraju filma. Nastupila i u druga dva filma. U drugom dijelu, igra bezimenu djevojčicu imigranticu na brodu koji dovodi Vita Corleonea u New York. U trećem dijelu je nastupila u jednoj od glavnih uloga: kao Michaelova kćer Mary. Coppola je angažirao i svoje sinove kao Franka i Andrewa Hagena, dvojicu sinova Toma Hagena. Mogu se vidjeti u uličnoj tučnjavi između Sonnyja i Carla i iza Pacina i Duvalla tijekom scene sprovoda.

### Snimanje
Većina snimanja obavljena je između 29. ožujka i 6. kolovoza 1971., dok je scena s Pacinom i Keaton bila snimana u jesen - ukupno se snimalo 77 dana, manje od predviđenih 83 dana.
Snimalo se na lokacijama oko New Yorka, kao i u sicilijanskim gradovima Savoci i Forzi d'Agro. Korištena je i jedna lokacija u Los Angelesu (Woltzovo imanje). Scena s Pacinom i Keaton snimana je u gradu Ross, Kalifornija. Interijeri su snimani u studijima Filmways u New Yorku.
Jedna od najšokantnijih scena u filmu dolazi rano, ona s odsječenom konjskom glavom. Protestirale su udruge za prava životinja. Coppola je kasnije rekao kako je dobio konjsku glavu od tvrtke za proizvodnju pseće hrane; konj nije ubijen specijalno za potrebe filma.
U romanu, Jack Woltz, filmski producent kojemu je u krevet ubačena konjska glava, prikazuje se kao pedofil jer Tom Hagen ugleda mladu djevojčicu (vjerojatno jednu od Woltzovih dječjih zvijezda) kako plače dok odlazi iz Woltzove sobe. Ova scena izbačena je iz filma, ali se može naći na DVD-u (iako se Woltz može kratko vidjeti kako ljubi u obraz djevojčicu u svojem studiju).
Uvodna scena Kuma je dugi, spori zoom, koji počinje s krupnim planom pogrebnika koji je moli Don Corleonea, a završava s kumom prikazanim straga. Ova scena, koja traje oko tri minute, snimana je kompjuterskim objektivima koje je dizajnirao Tony Karp. Objektivi su korišteni i na snimanju filma Silent Running.
Za scenu krštenja su korištene dvije različite crkve. Unutarnje scene snimane su u katedrali Svetog Patrika u New Yorku. Vanjske scene nakon krštenja snimane su u crkvi Mount Loretto na Staten Islandu, New York. 1973. je požar uništio dobar dio crkve. Ostali su samo fasada i zvonik koji su uklopljeni u novu građevinu koja je poslije sagrađena.

## Teme i analiza
Glavna tema u filmu je zapravo - obitelj. Za don Vita Corleonea ništa nije toliko važno kao obitelj. On je vrhovni vođa mafije, no riječi "mafija" ili "gangsteri" se nikada ne izriču. On ne zahtijeva novac za svoje usluge, samo lojalnost i prijateljstvo. Oni koji su mu lojalni su dio njegove obitelji. Carlo se u uvodu filma udaje za don Vitovu kćer Connie, ali ipak ne postaje dijelom obitelji. Tom Hagen je usvojeni sin i nije krvno povezan s don Vitom, ali je ipak dio obitelji. Čak i ako se bave nelegalnim poslovima, za njih uvijek postoje neke etičke granice, poput u sceni u kojoj on odbija financirati prodaju heroina jer se protivi drogi. Isto tako nikada se ne slika bez svojeg sina Michaela jer zna da će ovaj tako biti zapamćen. I sama kontrola je vrlo važan lajtmotiv priče - Sonny nikako ne može kontrolirati svoje agresivno ponašanje, dok Fredo nije osobito bistar pa bi i sam mogao biti kontroliran, stoga je samostalni Michael don Vitov najdraži sin - on kontrolira svoje događaje, želje i okolinu. Iako se je Michael dugo opirao postati dijelom mafijaških poslova svoje obitelji, odbijajući determinirani način života koji se od njega očekuje, na kraju ipak nije izbjegao svojoj sudbini te je postao nasljednik svojeg oca i njegovih poslova.

## Kritike
Kritičari su gotovo jednoglasno hvalili film. U svojoj recenziji Kuma Dragan Antulov je napisao: "Filmska poduzeća su bila spremna eksperimentirati i dati filmskim autorima slobodnu volju oko njihovih projekata. Jedan od takvih autora bio je i Francis Ford Coppola, koji je napravio jedan od najintimnijih, a istodobno i univerzalno najprivlačnijih filmova svih vremena; film koji je zaslužio svoj kultni status jer je istodobno zadovoljio visoke standarde umišljenih kritičara i jednostavne potrebe obične publike. Veličina ovog filma se ne naslućuje samo po uspjehu koji ga je slijedio posljednjih četvrt stoljeća; ona je još jasnija po seriji referenci, imitacija i skrivenih poruka stvorenih od Coppolinih kolega kroz zadnjih par godina. Skoro svaka scena je pamtljiva, ali za neke najupečatljivija je ona na početku - u tamnoj sobi, Bonasera, talijanski mrtvozornik, moli don Vita za uslugu...  Poruka "Kuma" se može prevesti na sve svjetske jezike i provesti na ostale sustave u različitim vremenima i mjestima. Film opisuje istodobno i društvo i pojedince koji su izgubili svoju slobodu jer su bili nesigurni i nespremni za odgovornost; isto kao što su se talijanski imigranti morali oslanjati na mafiju da bi premostili poteškoće novoga svijeta, tako se i Michael mora prisilno pridružiti obitelji jer on, unatoč svom svojem trudu, ne može živjeti u nesigurnom svijetu izvan sjene svojeg oca".
Matt Easterbrook je zaključio: "Coppola je bio zadužen da režira ono što se mislilo da će ispasti samo jedan od mnogih jeftinih gangsterskih filmova, no završio je režiravši jedan od najvećih epova svih vremena", a Margaret A. McGurk: "Ako vam je imalo stalo do filmova, učinite si veliku uslugu i pogledajte jedan autentičan filmski klasik". Scott Nash je samo utvrdio: "Kako napisati recenziju za najbolji film ikada snimljen? Što se može reći nešto što nije bilo rečeno milijun puta prije u novinama i na internetu? Postoji li klišej koji nije bio iskorišten i kompliment koji nije bio upotrijebljen? Ima li se išta originalno reći o Kumu"?"
Arsen Oremović, kritičar Večernjeg lista, je također hvalio film te mu dao 4 od 4 'kritičarska prsta': "Umjesto eksploatacijskog krimića, Coppola je mafijaškoj obitelji Corleone dao epske proporcije i stvorio jedan od najboljih filmova svih vremena. Njegov portret mafije jest monumentalan, ali nije romantiziran, a još manje glorificiran. Priču je smjestio u melodramski, tragično intoniran okvir, prikladan krhkosti, razapetosti, licemjerju i dvoličnosti svijeta u kojem je odanost najveća vrlina, a izdaja najveća mana. U maestralnoj uvodnoj sekvenci svadbenog slavlja kćeri mafijaškog bossa Dona Corleonea, koja nam lukavo predstavlja sve junake u priči, u dvorištu se pjeva i pleše, a istodobno Corleone prima u svojem uredu ljude koji ga mole za pomoć. Kum je prepun takvih preciznih narativnih i režijskih rješenja koja bez puno filozofije objašnjavaju likove i njihove svjetove".
Izvrsna fotografija filma Gordona Willisa kopirana je u mnogim kasnijim filovima. Soundtrack filma kojeg je potpisao Nino Rota vremenom je stekao kultni status.

## Simbolika naranči
Poznavatelji filma i obožavatelji filmova iz serijala znaju kako postoji simbolična važnost naranči u filmovima, sugerirajući kako nakon prikazivanja naranče u filmu slijedi važna "scena smrti". U prvom filmu, Tom Hagen i Woltz pregovaraju o Johnnyjevom filmskom statusu za stolom na kojem se nalazi zdjela naranči, a Woltz ubrzo otkriva konjsku glavu u krevetu; don Vito Corleone kupuje naranče od prodavača voća kad je napadnut; Sonny prolazi pokraj jumbo-plakata koji reklamira naranče s Floride prije nego što je napadnut na naplatnim kućicama; naranče se nalaze na stolu na sastanku mafijaških šefova (i posebno ispred onih koji će biti smaknuti na vrhuncu filma); a don Vito Corleone umire dok jede naranču, dok se igra s malim unukom. Tessio se može vidjeti kako guli naranču na Connienu vjenčanju. Carlo, koji je odgovoran za Sonnyjevu smrt, nosi narančasto odijelo kad ga Sonny pretuče.

## Nagrade
- 5 Zlatnih globusa (najbolji film, režija, scenarij, glavni glumac Marlon Brando, glazba) i 2 nominacije (najbolji glavni glumac Al Pacino, sporedni glumac James Caan).
- 3 osvojena Oscara (najbolji film, scenarij, glavni glumac Marlon Brando) i 8 nominacija (najbolja režija, sporedni glumci Al Pacino, Robert Duvall i James Caan, kostimi, montaža, glazba, zvuk).
- Osvojena BAFTA (najbolja glazba) i 4 nominacije (najbolji glavni glumac Marlon Brando, sporedni glumac Robert Duvall, nova zvijezda Al Pacino, kostimi)

## Vanjske poveznice
- Službena stranica Paramount Picturesa
- Kum u internetskoj bazi filmova IMDb-a